# Afroablepharus annobonensis
Afroablepharus annobonensis là một loài thằn lằn trong họ Scincidae. Loài này được Fuhn mô tả khoa học đầu tiên năm 1972.

## Hình ảnh

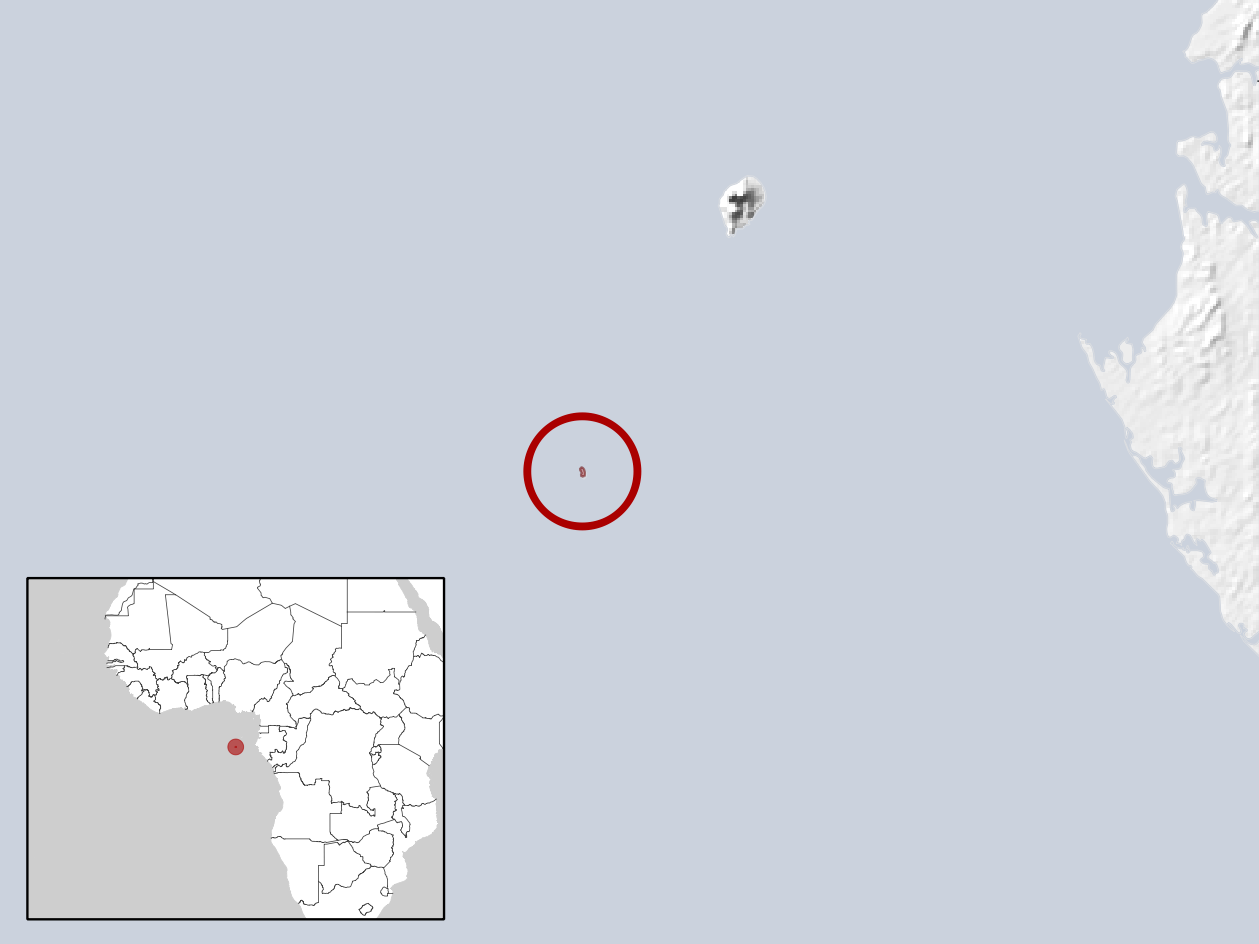